# Adolf Koxeder
Adolf Koxeder (n. 9 octombrie 1934, Innsbruck, Austria) este un bober ce a reprezentat Austria, medaliat olimpic. A participat la o ediție a Jocurilor Olimpice (1964) în care a câștigat o medalie de argint.

## Participări
Lista de mai jos prezintă principalele competiții la care a participat Adolf Koxeder de-a lungul carierei.
- bobsleigh at the 1964 Winter Olympics – four-man[*]